# María Sánchez Lorenzo
María Sánchez Lorenzo (* 7. November 1977 in Salamanca) ist eine ehemalige spanische Tennisspielerin.

## Karriere
María Sánchez Lorenzo wurde im Alter von acht Jahren von ihrem Vater an den Tennissport herangeführt.
Ihr größter Erfolg bei Grand-Slam-Turnieren war das Erreichen des Achtelfinales im Dameneinzel der Australian Open im Jahr 1999.
Sie bestritt zwischen 1995 und 2006 zehn Partien (3 Siege) für die spanischen Fed-Cup-Mannschaft und vertrat Spanien bei den Olympischen Spielen 2004. In den Jahren 2004, 2005 und 2006 spielte sie für den TC Zamek Benrath in der deutschen Tennis-Bundesliga.

## Turniersiege

### Einzel
| Nr. | Datum          | Turnier      | Kategorie    | Belag | Finalgegnerin    | Ergebnis       |
| --- | -------------- | ------------ | ------------ | ----- | ---------------- | -------------- |
| 1.  | 8. August 1999 | Knokke-Heist | WTA Tier IVb | Sand  | Denisa Chládková | 6:72, 6:4, 6:2 |